# Ferula transiliensis
Ferula transiliensis är en växtart i släktet Ferula och familjen flockblommiga växter.
Arten är en perenn ört som förekommer i Centralasien och västra Xinjiang. Den beskrevs först som Peucedanum transiliense av Eduard August von Regel och Ferdinand Gottfried Theobald Maximilian von Herder 1866, och fick sitt nu gällande namn av Michail Pimenov 1981.